# Resolución 40 del Consejo de Seguridad de las Naciones Unidas
La resolución 40 del Consejo de Seguridad de las Naciones Unidas, adoptada el 28 de febrero de 1948, requirió a la Comisión de Buenos Oficios la vigilancia del desarrollo político en el occidente de Java y en Madura de la Revolución Nacional de Indonesia, debiendo de informar de la situación con regularidad al Consejo.
La resolución fue adoptada por ocho votos a favor y con las abstenciones de Argentina, Ucrania y la Unión Soviética.